# Хорхе де Фрутос
Хорхе де Фрутос (ісп. Jorge de Frutos, нар. 20 лютого 1997, Наварес-де-Енмедіо) — іспанський футболіст, нападник клубу «Леванте».

## Ігрова кар'єра
Народився 20 лютого 1997 року в місті Наварес-де-Енмедіо. Вихованець футбольної школи клубу «Райо Махадаонда». У дорослому футболі дебютував 2016 року виступами за його основну команду, в якій провів два сезони, після чого був запрошений до системи мадридського «Реала», в якій протягом 2018–2019 років грав за «Реал Мадрид Кастілья».
Протягом 2019–2020 років виступав на правах оренди за «Реал Вальядолід» та «Райо Вальєкано», після чого уклав повноцінний контракт з «Леванте».